# Taggia
Taggia là một đô thị ở tỉnh Imperia trong vùng Liguria, tọa lạc khoảng 110 km về phía tây nam của Genova và khoảng 15 km về phía tây của Imperia. Đô thị này có dân số 13.205 người.
Taggia giáp các đô thị sau: Badalucco, Castellaro, Ceriana, Dolcedo, Pietrabruna, Riva Ligure, và Sanremo.